# Il borghese gentiluomo
Il borghese gentiluomo (Le Bourgeois gentilhomme), è una comédie-ballet in 5 atti, del drammaturgo francese Molière, con le musiche di Jean-Baptiste Lully e coreografie di Pierre Beauchamp.
L'opera venne rappresentata per la prima volta il 14 ottobre 1670 alla corte di Luigi XIV, nel Castello di Chambord, dalla compagnia teatrale di Molière e dai gruppi di artisti delle due accademie reali: l'Académie Royale de Musique e l'Académie Royale de Danse.
Le scenografie erano di Carlo Vigarani e i costumi, ideati dal Chevalier d'Arvieux (che avendo molto viaggiato in gioventù poté assistere Molière e Lully anche per quanto riguardava la rappresentazione dei modi di vita orientali), e predisposti da Gissey. La satira sferzante della pièce si snoda attraverso le vicende di una coppia borghese comicamente imitata dalla coppia di sguatteri al loro servizio. L'autore vuole mostrare come, di fronte ai sentimenti, sia i ricchi che i poveri si comportino in modo uguale. Un'altra innovazione è dimostrata dal fatto che per tutta la commedia le donne hanno decisamente un ruolo più incisivo rispetto agli uomini.
In quest'opera, Molière criticava Luigi XIV come buffone di corte, infatti il borghese gentiluomo era la parodia della corte del Re; il ridicolo della società che lui stesso aveva creato. Inoltre prende posizione contro i matrimoni combinati, organizzati secondo le comodità economiche. Oltre ai personaggi principali, il "cast" vantava diversi musicisti, cantanti, ballerini, garzoni cuochi, garzoni sarti, ed altri personaggi degli intermezzi. Tra i cantanti figuravano Arnou (allievo di musica), M.lle Lalande (una musicista), Jonquet (un musicista) nel balletto del primo atto, e Philbert (un Muftì) in quello del terzo. Anche Lully partecipò alla "Cerimonia turca", come ballerino nel ruolo del Muftì.

## Trama

### Atto I
La scena si apre su una “ouverture” eseguita da più strumenti. Ha dunque inizio la vera e propria scena, con il Maestro di Musica, il suo prodigioso Allievo e il Maestro di Danza che hanno appena finito le loro esecuzioni artistiche commissionate dal padrone di casa Jourdain. I due maestri iniziano a discutere di come il Signor Jourdain, grazie alle sue manie di nobiltà, gli commissioni molto lavoro. A tal proposito, il Maestro di Musica si ritiene pienamente soddisfatto e soprattutto economicamente appagato. Il Maestro di Danza invece, nonostante la profumata retribuzione, si ritiene insoddisfatto, poiché desidererebbe che Jourdain apprezzasse di più quello che fanno. Il Maestro di Musica concorda confessando di desiderare anch'egli una maggior gloria, ma che sapendo di non poterci far niente, ha la sola premura del salario. Giunge il Signor Jourdain (quarantenne ambizioso), in veste da camera all'indiana (abiti in voga e di moda in quel periodo), che sfoggia con vanità, ed esorta i due maestri a mostrargli la loro composizione.
I due Maestri quindi danno il via al Cantante, che però ampiamente delude le aspettative e i gusti di Jourdain, che la trova lugubre. Il committente dunque gliene propone una di infimo valore, ma ai suoi occhi più allegra ed orecchiabile. I due Maestri gli consigliano di dedicarci del tempo, in modo tale che grazie al loro aiuto la possa imparare e danzare come si deve. Jourdain ribatte però di non avere molto tempo per le loro lezioni, dal momento che è costantemente impegnato anche con il Maestro d'Armi, il Maestro di Filosofia e quello di Sartoria. A tali parole, il Maestro di Musica e quello di Danza iniziano col sostenere di come siano necessarie ed insostituibili le loro arti. Una volta ammaliato Jourdain con tali discorsi, decidono di fargli ascoltare un piccolo saggio, in tema pastorale. Dunque una Virtuosa accompagnata da un Primo Cantante ed un Secondo Cantante mettono in scena l'operetta, che brevemente racconta i travagli amorosi tra una pastora e due pastori. L'esecuzione viene stranamente apprezzata da Jourdain, che afferma che gli sono piaciuti soprattutto i proverbietti disseminati qua e là. Il Maestro di Danza, soddisfatto dell'esito, gli propone un altro piccolo saggio di un balletto.

### Primo intermezzo
Il primo intermezzo viene rappresentato da quattro ballerini che eseguono il balletto creato dal Maestro.

### Atto II
Jourdain si ritiene molto soddisfatto del balletto, e altrettanto desideroso di metterlo in pratica la sera stessa, per far colpo su di un ospite. Il Maestro di Danza cerca di coltivare il suo interesse artistico, esortandolo ad allestire un concerto tutti i mercoledì ed i giovedì. Jourdain accoglie con grande entusiasmo l'idea, una volta saputo che ciò è consuetudine dei nobili. Jourdain continua a rallegrarsi, improvvisando un piccolo balletto, convinto della splendida figura che farà la sera stessa. Si fa infine spiegare come eseguire la riverenza, per salutare una Marchesa, chiamata Dorimena.
Due Lacchè avvisano il padrone dell'arrivo del Maestro d'Armi, il quale, dopo aver dato un fioretto a Jourdain, inizia subito le sue lezioni. Jourdain si compiace dell'affermazione del suo Maestro, che gli dice che imparando l'arte della scherma, anche un uomo che non ha coraggio, è sicuro di uccidere il suo avversario, senza essere ucciso. Il Maestro d'Armi aggiunge che la sua arte ha maggior considerazione, rispetto alle altre arti minori. A queste parole, il Maestro di Danza ed il Maestro di Musica mostrano il loro dissenso, che ben presto diventa fragorosa protesta, coronata di insulti ed ingiurie reciproche. Jourdain tenta senza successo di riappacificarli. Proprio in quel momento giunge il Maestro di Filosofia che accorgendosi della situazione, cerca di mitigare i presenti, asserendo che la collera non è altro che una passione vergognosa che trasforma gli uomini in bestie. Il Maestro di filosofia continua, dichiarando che quella che loro definiscono arte, è semmai un mestiere e che andrebbero rispettivamente chiamati saltimbanco, strimpellatore e gladiatore. A tali parole ricomincia un breve scambio di insulti, che sfocia subito in un'irosa rissa. Jourdain tenta ancora una volta di riappacificare i litiganti, ma senza successo.
Dopo che i Maestri di Musica, di Danza e d'Armi sono usciti, il Maestro di Filosofia asserisce che comporrà una satira che li annienterà tutti e tre. Inizia dunque la lezione di filosofia, con grande sollecitazione di Jourdain, che confessa di avercela a morte con i propri genitori che da giovane non lo hanno fatto studiare. Inizialmente il maestro non trova un argomento che piaccia a Jourdain; gli propone prima la Logica, poi la Morale, ed infine la Fisica, che vengono scartate perché troppo complesse o troppo tristi. Alla fine, Jourdain decide di farsi insegnare l'ortografia e l'almanacco. Ciò mette in risalto il basso livello di Jourdain, che nonostante tutto, vuol apparire un dotto aristocratico. Il Maestro gli insegna velocemente le cinque vocali, che Jourdain impara rapidamente, con sua grande felicità ed entusiasmo. Si danno dunque appuntamento all'indomani, per imparare le consonanti.
Prima di congedarlo, Jourdain chiede aiuto al Maestro di Filosofia per perfezionare una dedica su di un biglietto, per una persona dell'alta società. Il Maestro si mostra disponibile, ma quando gli chiede quale composizione preferisca tra quella in versi e quella in prosa, Jourdain si mostra totalmente estraneo. Inoltre quando cerca di aiutarlo a comporre qualcosa di eccelso, Jourdain scarta tutti i consigli, conservando il suo testo iniziale. Esce il Maestro di Filosofia, e sopraggiunge il Maestro Sarto, con il nuovo vestito da cerimonia, commissionatogli da Jourdain, che indossa subito, aiutato da quattro garzoni. Jourdain va su e giù, pavoneggiandosi con il nuovo vestito; tutto a mo' di balletto, e sulle note di un'allegra sinfonia. L'atto si conclude con Jourdain che ricompensa profumatamente tutti e quattro i garzoni, lusingato di essere stato chiamato casualmente da loro prima Illustrissimo, poi Monsignore, ed infine Vostra Eccellenza.

### Secondo intermezzo
Il secondo intermezzo viene rappresentato dai quattro garzoni, soddisfatti per le mance ricevute.

### Atto III
Jourdain, nei suoi nuovi e lussureggianti abiti orientali, viene pesantemente deriso da Nicoletta (servetta). Sopraggiunge la Signora Jourdain che dopo aver manifestato grande contrarietà nei riguardi dell'abbigliamento del marito, si lamenta e si scandalizza per il suo modo di vivere, che secondo lei ha ridotto la loro casa ad un continuo e chiassoso carnevale. Continua ad ammonirlo biasimando tutti i suoi maestri, che lui convoca affinché possa divenire dotto. Jourdain ribatte mostrando i frutti delle sue lezioni di filosofia e scherma, rendendosi ridicolo e mostrandosi incapace. La Signora Jourdain riprende il discorso, accusandolo di essere impazzito, da quando ha deciso di voler bazzicare la nobiltà. Si mostra poi particolarmente contrariata dalla sua amicizia con il Conte Dorante, poiché quest'ultimo gli chiede costantemente grossi prestiti di danaro. Jourdain ribatte dicendo che il Conte conosce il Re, al quale parla bene di lui. Inoltre lo difende, asserendo che presto gli renderà tutto, perché gli ha dato la sua parola. Proprio in quel momento arriva Dorante, che riesce ad ottenere un ennesimo prestito da Jourdain, tra mille moine e complimenti, mettendo in evidenza l'ingenuità del padrone di casa. Il Conte si apparta con Jourdain, al quale dice di aver consegnato l'anello che lui gli ha dato da consegnare alla Marchesa Dorimène. I due continuano a discorrere, appartati, del grande banchetto allestito per la sera stessa, nel tentativo di far colpo sulla marchesa, e di come aggirare la presenza della moglie, decidendo di mandarla a cena fuori.
La Signora Jourdain, insospettita dalla comunella dei due, manda a origliare Nicoletta, che riferisce le loro intenzioni alla Signora, che ne prende atto. Nel frattempo, la signora Jourdain incarica Nicoletta di convocare il promesso sposo di sua figlia, per discorrere del futuro matrimonio. La Servetta quindi incontra Cleante (innamorato della figlia di Jourdain, Lucilla) e Coviello (valletto di Cleante, del quale Nicoletta è innamorata); i due, invece di accoglierla, la allontanano accusandola di tradimento e perfidia, e dichiarandosi di non volersi più sposare. Nicoletta si dipartisce con gran stupore, ma poco dopo ritorna con Lucilla, per far luce su strane discrepanze. Cleante e Coviello, indignati, la accusano, insieme alla servetta, di tradimento per non averli salutati per strada. Lucilla spiega loro che era in presenza di sua zia, la quale trova indecoroso essere solo avvicinata da un uomo. Tali parole riappacificano tutti e quattro, i quali decidono di portare avanti il progetto di matrimonio.
Poco dopo Cleante si reca da Jourdain, chiedendogli la mano di Lucilla, che non ottiene, per il semplice motivo che non è di famiglia nobile. Ciò scatena grande indignazione e stupore in entrambe le famiglie. Coviello però conforta il suo padrone, dicendogli che conosce lo stratagemma per farlo sposare ugualmente con Lucilla, grazie a una “farsaccia” organizzabile con dei costumi che lui possiede. La scena si sposta su Dorante e Dorimène (Marchesa amante di Dorante), i quali discorrono e si apprestano ad essere ricevuti dal padrone di casa Jourdain. Da questo dialogo si viene a conoscenza di come il conte consideri ingenuo e stupido il suo creditore. Si scopre inoltre di come si sia arrogato il merito dell'anello ricevuto da Jourdain. Infine si scopre di come tutti i prestiti siano serviti solamente per fare regali alla Marchesa, all'insaputa di quest'ultima e del suo creditore. I due ospiti dunque giungono a cena, e Jourdain li riceve con sontuose cerimonie e complimenti. Dal momento che la marchesa porta tuttora l'anello, Dorante, affinché Jourdain non venga a rivendicare la paternità del regalo, consiglia ipocritamente all'ingenuo padrone di casa di non trattare tale argomento, perché sarebbe da villani.

### Terzo intermezzo
Il terzo intermezzo viene rappresentato da sei cuochi, che hanno preparato il pranzo e che danzano. Dopodiché portano un tavolo ricco di svariate pietanze.

### Atto IV
Il sontuoso banchetto viene subito accompagnato da due canzoni.
Prima canzone
I musici e i cantanti prendono delle brocche di vino, e accompagnati da una sinfonia cantano sull'inebriarsi con il bere, e d'amore.
Seconda canzone
Come nella prima canzone, i musici e i cantanti prendono delle brocche di vino, e accompagnati da una sinfonia cantano sull'inebriarsi con il bere, e d'amore.
Con grande sorpresa del marito, arriva la Signora Jourdain, che sorprende i tre banchettanti. Quindi, la Signora accusa Jourdain di scialacquare i beni alle spalle della moglie, e di fare la corte alla Marchesa. Dorante prova a giustificare Jourdain, non perché gli sia amico, ma solamente per non dover interrompere la cena. La Signora Jourdain se ne va infuriata. Proprio in quell'istante, giunge Coviello, travestito con lussuosi abiti orientali; gli stessi che poche ore prima Jourdain vantava di indossare. Coviello dunque si spaccia per valletto, messo nonché interprete del figlio del Gran Turco. Innanzi tutto, si guadagna la stima e la simpatia di Jourdain, con l'ingegnoso lazzo di aver conosciuto anni addietro suo padre, che a differenza di quel che si dice era un nobile, e non un mercante. Dopodiché, approfittando ancora della sua ingenuità, gli conferisce addirittura il titolo di Mammalucco, che, sostiene, in turco significa Paladino. A questo punto Coviello gli annuncia di come il suo padrone abbia visto sua figlia, e abbia intenzione di sposarla, suscitando enorme felicità in Jourdain. Giunge quindi il fantomatico figlio del Gran Turco, che altri non è che Cleante, travestito nello stesso medesimo modo di Coviello. Cleante conferma quindi le intenzioni proclamate poc'anzi da Coviello. Jourdain è al settimo cielo. Coviello, accortosi della presenza della Marchesa e del conte Dorante, rivela loro la messinscena.

### Quarto intermezzo
Il quarto intermezzo viene rappresentato da una cerimonia turca per assegnare il titolo di nobile al Borghese, eseguita danzando con musica. Tutto eseguito dal Mufti, quattro Dervish, dei turchi danzanti, sei turchi musici, e altri suonatori di strumenti turchi. Il Mufti, insieme agli altri turchi, invoca Maometto e posa il turbante in testa a Jourdain.

### Atto V
Jourdain si pavoneggia con orgoglio del suo nuovo titolo di Mammalucco. Nel frattempo, preoccupata per le continue, ed economicamente azzardate, spese di Dorante (che in realtà apparterrebbero a Jourdain), Dorimene decide di sposare Dorante sperando di arrestare tali uscite. Jourdain manda sua figlia Lucilla, per annunciarle il suo nuovo marito. Lucilla si mostra decisa a non sposare nessun altro che non sia Cleante. Ma dopo aver riconosciuto l'amato, nonostante il travestimento, Lucilla acconsente. Arriva quindi la Signora Jourdain, sconvolta e adirata per le decisioni prese dal marito e dalla figlia, e soprattutto decisa ad impedire tale unione. Coviello però riesce a parlarle appartato a quattr'occhi, confessandole la sua vera identità, e spiegandole la situazione. La Signora Jourdain allora finge di essere stata convinta dal valletto turco ad acconsentire al matrimonio. Si manda quindi a cercare il notaio, per mettere tutto agli atti. Dorante dichiara di voler usare lo stesso notaio per il suo matrimonio con la Marchesa. A tali parole Jourdain ingenuamente si convince che Dorante lo faccia per far dimenticare alla moglie il suo tentativo di corteggiamento della Marchesa. Tutti fanno i preparativi per le nozze. Nicoletta viene affidata alla compagnia di Coviello, e così si formano tre bellissime e felici coppie. Tutti, più o meno soddisfatti, assistono al balletto in omaggio di Sua Altezza il Turco.

### Balletto delle nazioni
Primo ingresso
Un inserviente entra e distribuisce i libretti del balletto. Lo assalgono spettatori di diverse nazioni, tutti reclamano il libretto e lo importunano. Avviene dunque il dialogo cantato di coloro che chiedono il libretto in francese.
Secondo ingresso
I tre importuni ballano
Terzo ingresso
Tre spagnoli cantano
Quarto ingresso
Italiani
Dopo questa canzone entrano in scena Scaramuccia, due Trivellino e un Arlecchino, che recitano in cadenza il “lazzo” della notte, secondo lo schema della Commedia dell'Arte. Poi un cantante italiano si aggiunge alla cantante e insieme cantano. Dopo tale duetto, le Maschere concludono l'intermezzo italiano con una danza gioiosa.
Quinto ingresso
Quinto ingresso con primo & secondo minuetto francese. Entrano altri tre ballerini maschi e tre ballerini femmine, che vestiti con eleganza, alla foggia del Poitou, e accompagnati da otto flauti e oboe, danzano i minuetti.
Sesto ingresso
La scena si conclude con l'unione delle Tre Nazioni e con gli applausi a ritmo di danza di tutti i partecipanti, che insieme cantano.

## Versione di Balanchine
George Balanchine ne realizzò una versione moderna, con la musica di Richard Strauss (Suite da concerto, 1917), la cui prima rappresentazione ebbe luogo l'8 aprile 1979 alla New York City Opera, New York State Theater. Il cast comprendeva come ballerini principali Patricia McBride, Jean-Pierre Bonnefous, Rudol'f Nureev, Darla Hoover e Michael Puleo.